# فيفارنجو
فيفارنجو (بالإنجليزية: Faivarongo)‏ هو إله البحارة في ديانة بولينيزيا (مجموعة جزر في المحيط الهادئ) وهو راعی الملاحيين، وهو الذي يحمي المسافرين بالبحر، وهو معروف على أنه الجد الأول للمحيط.